# 四大漢
《四大漢》，是1985年由勞倫斯·卡斯丹（Lawrence Kasdan）執導的西部片，卡司網羅當時或他日一流演員，如凱文·克萊、 史考特·葛倫、凱文·科斯納、丹尼·葛洛佛、約翰·克里斯、傑夫·高布倫、琳達·杭特等人。布魯斯·鮑頓作曲配樂氣勢磅薄，襯托出遼闊的大西部，本片入圍第58屆奧斯卡金像獎最佳原著音樂和最佳音效。

## 劇情簡介
當埃梅往雪弗萊多（Silverado）鎮出發時，救了遭搶劫丟在沙漠中等死的培頓。兩人至特利（Turley）鎮又救出自衛殺人卻被陪審團判絞刑的傑克，培頓沿途找到並殺死搶劫他的人，也注意到篷車隊的漢娜。一行人被警長藍斯頓追擊，幸好曾照面過的黑人牛仔梅爾相助才順利脫困。路見不平幫篷車隊從盜賊那邊取回眾人資金，但不信任外人而同行的漢娜丈夫不幸身亡；引導他們去雪弗萊多鎮後，四人分道揚鑣。
埃梅和傑克到他們從事土地代理登記的姊夫家，得知牧場場主伊森·麥肯迪克意圖擴張以蓄養龐大牛群，不擇手段驅趕所有合法申請人離開土地。埃梅於數年前自衛殺害伊森的父親坐了五年牢，不知伊森在他出獄後仍暗中伺機復仇。梅爾依母親來信返家發現父親以撒的家被燒、土地被牛侵占，其妹蕾也離去，梅爾遂對伊森手下下馬威。培頓則應熟人警長柯伯之邀與史黛拉共同管理酒館「午夜之星」（Midnight Star）。
然而伊森變本加厲謀殺以撒，梅爾去找正與「滑頭」凱文廝混的蕾，告知父親遇害消息；此外伊森手下還蒙面騷擾來拓荒的篷車隊、燒毀埃梅姊夫住家辦公室，綁架目擊真面目的小外甥。於是培頓、梅爾、埃梅和傑克再次聯手撥亂反正，剷除鎮上蛇鼠一窩相互勾結的柯伯、伊森、凱文等惡徒。最後培頓繼任警長留在雪弗萊多鎮，梅爾帶妹妹回去重整家園；至於埃梅及傑克向另覓他處的姊夫一家告別，直奔加州前去。

## 主要卡司
| 演員                              | 角色                                            | 備註                                                   |
| 凱文·克萊（Kevin Kline）          | 培頓（Paden）                                   | 四處漂泊、居無定所的牛仔，以前曾和柯伯同夥；喜歡漢娜   |
| 史考特·葛倫（Scott Glenn）        | 埃梅（Emmett）                                  | 傑克的哥哥                                             |
| 凱文·科斯納（Kevin Costner）      | 傑克（Jake）                                    | 血氣方剛的小伙子                                       |
| 丹尼·葛洛佛（Danny Glover）       | 梅爾·強森（Mal Johnson）                        | 不喜務農的黑人牛仔，先前在芝加哥屠宰場工作             |
| 林恩‧懷特菲爾德（Lynn Whitfield） | 蕾·強森（Rae Johnson）                          | 梅爾的妹妹，從事酒家女行業                             |
| 喬‧塞內卡（ Joe Seneca）          | 以撒·強森（Ezra Johnson）                       | 梅爾的父親，劇中暗示其妻已病逝；父子都有好槍法         |
| 約翰·克里斯（John Cleese）        | 約翰·藍斯頓（John Langston）                    | 特利鎮當地警長                                         |
| 布萊恩·丹內利（Brian Dennehy）    | 柯伯（Cobb）                                    | 雪弗萊多鎮當地警長                                     |
| 雷·貝克（Ray Baker）              | 伊森·麥肯迪克（Ethan McKendrick）               | 勾結柯伯以暴力掠取土地                                 |
| 傑夫·高布倫（Jeff Goldblum）      | 凱文「滑頭」史坦霍普（Calvin "Slick" Stanhope） | 狡詐的賭徒，與伊森、柯伯是一丘之貉                     |
| 羅珊娜·艾奎特（Rosanna Arquette） | 漢娜（Hannah）                                  | 篷車隊的女拓荒者，打算自力耕種土地；其實對埃梅有意     |
| 琳達·杭特（Linda Hunt）           | 史黛拉（Stella）                                | 柯伯雇用的酒館女掌櫃，為人正直                         |
| 理察·詹金斯（Richard Jenkins）    | 凱利（Kelly）                                   | 原先與史黛拉共同管理酒館，不滿遭柯伯解職舉槍報復反被殺 |
| 艾曼達·薇絲（Amanda Wyss）        | 菲比（Phoebe）                                  | 酒家女                                                 |
| 詹姆斯·蓋蒙（James Gammon）       | 道森（Dawson）                                  | 假意護送篷車隊資金的盜賊頭目                           |

## 外部連結
- Silverado
- 互联网电影数据库（IMDb）上《Silverado》的资料（英文）
- AllMovie上《Silverado》的资料（英文）
- 爛番茄上《Silverado》的資料（英文）
- Metacritic上《Silverado》的資料（英文）
- Box Office Mojo上《Silverado》的資料（英文）